# Solenozophyllaria vumbae
Solenozophyllaria vumbae är en mångfotingart som beskrevs av Kraus 1960. Solenozophyllaria vumbae ingår i släktet Solenozophyllaria och familjen Odontopygidae. Inga underarter finns listade i Catalogue of Life.